# Міхал Грабовський
Мі́хал Йоахім Ян Грабо́вський  гербу Равич (пол. Michał Joachim Jan Grabowski, псевдонім — Едвард Тарша; 25 вересня 1804, Золотіїв — 19 листопада 1863, Варшава) — письменник, літературний критик, історик, представник «української школи» в польськомовній літературі.

## Життєпис
Міхал Грабовський народився 25 вересня 1804 на Волині, в Золотієві (з 50-х — 60-х років XX століття — у складі міста Рівне), ґміна Рівне Рівненського повіту, у сім'ї майора російських військ, шляхтича Антонія Михайловича Грабовського та його дружини Терези Дворжаньської. Дитячі роки провів в Олександрівці (Олександрівка тепер — райцентр на півночі Кіровоградщини; неподалік Чигирин, Кам'янка, Новомиргород), де його батько купив маєток з 229 кріпаками чоловічої статі та кам'яним будинком у готичному стилі на березі Тясмину, куди й переїхав його батько із сім'єю.
Навчався спочатку в єзуїтському колегіумі в Романові, пізніше — в повітовій школі василіян в Умані та у ліцеї ім. Рішельє в Одесі.

Одеса. Початкове приміщення Рішельєвського ліцею

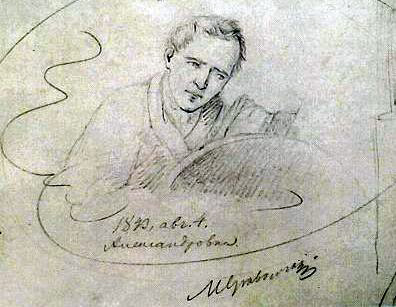
Міхал Грабовський. Малюнок Пантелеймона Куліша, 1843 р.

В Уманській школі приятелював з Богданом Залеським та Северином Гощинським, які надихнули його на літературну діяльність. У 1820–1825 рр. переважно перебував у Варшаві, де увійшов у близькі стосунки з Юліушем Словацьким, Маурицієм Мохнацьким та іншою академічною молоддю, протягом 1825–1850 рр. постійно проживав в Олександрівці, у 1850–1862 рр. — у Києві. З 1857 року був власником садиби на Андріївському узвозі 34. Будинок в якому жив Грабовський не зберігся. Коли від народження слабкої статури Грабовський захворів у 1828 році грудною хворобою, Гощинський супроводжував його спочатку до Варшави, а потім невдовзі і до Відня, де знайшов знаних лікарів, які поправили йому здоров'я.

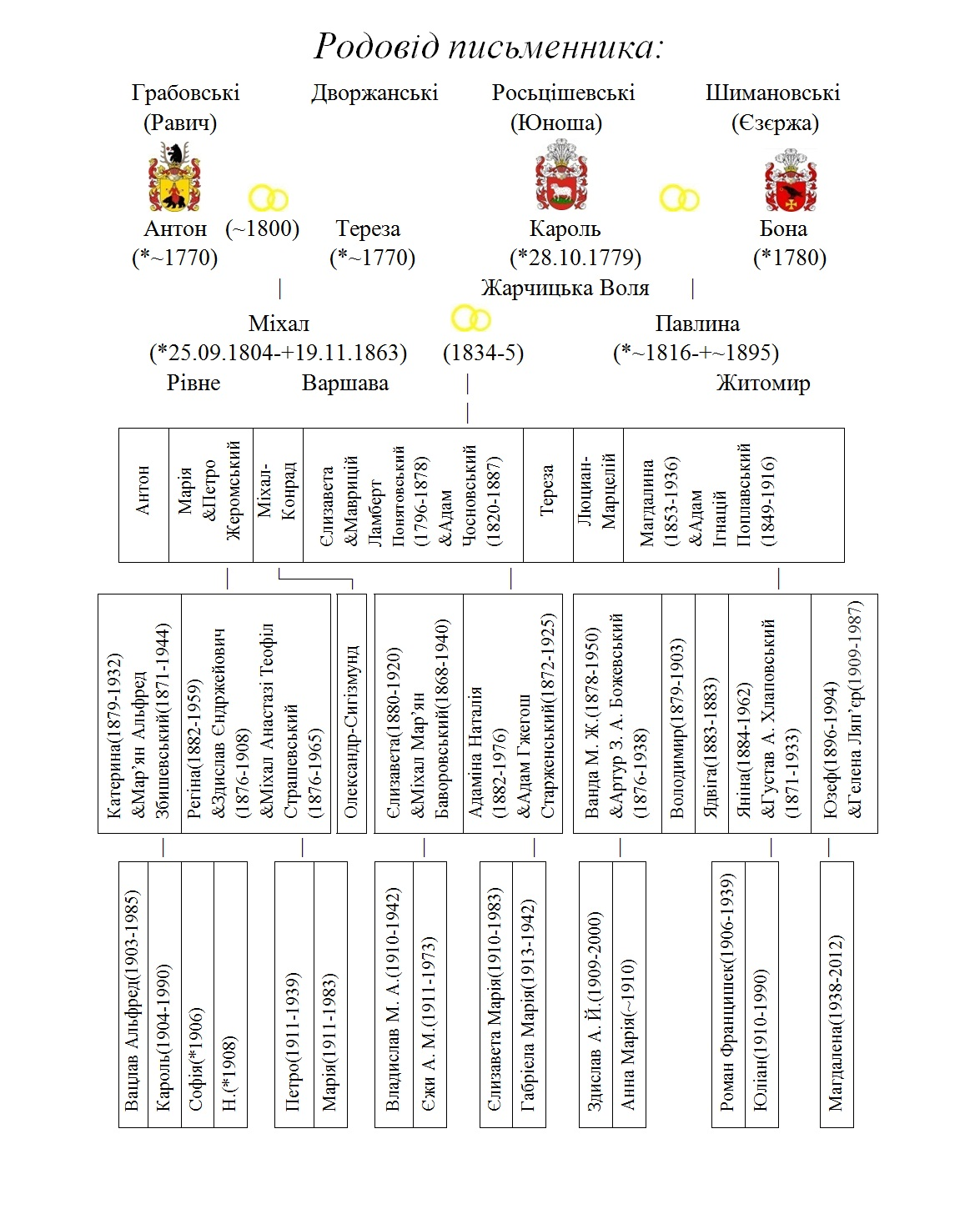
Родовід Міхала Грабовського

Міхал Грабовський у зрілому віці

На гостині в 1843 році побував Тарас Шевченко. На тривалій гостині та творчому пленері у Грабовського неодноразово (1843, 1844, 1856) перебував Пантелеймон Куліш. Також в його маєтку побували письменники Северин Гощинський, Тимко Падура, Богдан Юзеф Залеський, Ромуальд Підберезький, художник Наполеон Орда, російський державний діяч і вчений Іван Фундуклей. Є дані, що відвідував Рихту. На початку 1862 року, маркіз Вєльопольський покликав Міхала Грабовського до Варшави, і той посів в Комісії народної освіти і віросповідання посаду директора Відділу освіти, звільнену внаслідок тяжкої хвороби Йозефа Корженьовського, а потім невдовзі, внаслідок виїзду за кордон Головного Директора цієї ж комісії, почав тимчасово виконувати його обов'язки. По можливості ставав на захист польської еліти, зокрема врятував від переслідування російською владою ксьондза Яжджевського, професора Варшавської Духовної Академії. Але ця його нова діяльність не тривала довго: після кількатижневого нездужання, під час якого отримав вже на постійно посаду Головного Директора, згас у колі родини. Похований у Варшаві, на Повонзківському цвинтарі, Під Катакомбами, перший ряд, місце 176.177.

## Сім'я

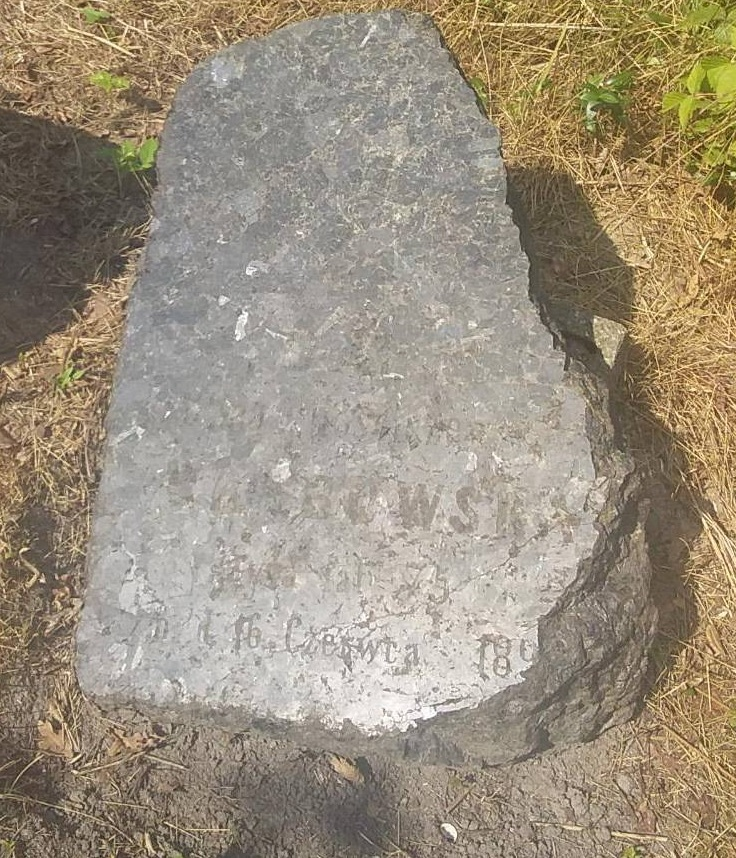
Фрагмент надгробоку Павлини Грабовської (Росьцішевської), Польський цвинтар, Житомир

У 1834(1835) році одружився з Павлиною Росьцішевською гербу Юноша, донькою чигиринського поміщика Кароля Росьцішевського та його дружини Бони, до шлюбу Шимановської гербу Єзєра (щодо дітей, то за даними Похилевича було 2 сина Антон та Михайло, інше джерело подає наявність наступних дітей: доньок Марії, Єлизавети, Терези, Магдалини(1853—1936) та сина Люциана).
Насправді ж у шлюбі мав п'ятьох доньок та трьох синів. Після смерті письменника його дружина Павлина разом з дітьми повертається до Києва.
Його старший син Антон, випускник Кадетського корпусу, володів у Києві садибою на Андрієвському узвозі № 34, поки не програвся в карти і не потрапив до божевільні. Садиба на Андрієвському узвозі № 34 після цього перейшла до молодшого сина Люциана-Марцелія.
Відомо також, що його син Михайло-Конрад мав свого сина Олександра-Сигізмунда.

## Твори

Надгробок Міхала Грабовського

Вперше заявив про себе на літературній ниві критичним виступом в 1829 році у «Варшавському щоденнику».
Як літературний критик, М. Грабовський був ідеологом слов'янського романтизму, орієнтував письменників-сучасників на традиції народної творчості. Критерії, з якими він підходив до художнього твору, передбачали проникнення в нього мотивів із народного життя, близькість до народних оповідань.
У романах «Коліївщина і степи» (1838), «Гуляйпільська застава» (1840–1841,1900-1901), «Тайкури: повість народна» (1846), «Пан староста Канівський» (1856), «Пан староста Закревський» (1860), «Заметіль у степах» (1862), Грабовський описував соціальне життя українського народу та шляхти. Автор статей: «Українські мелодії» (1828), «Про українські пісні» (1837), «Про українські народні легенди» (1845).
Як історик Міхал Грабовський заявив про себе працями «Джерела до польської історії» (у співавторстві з Олександром Пшездзецьким, 1843), «Головні щоденники» (1845), «Україна давня і теперішня» (1850), а також консультував історика А.Скальковського при написанні «Історії Нової Січі…». Був прийнятий в члени Одеського товариства історії та старожитностей.
Вершиною його публіцистичної діяльності стала праця «Відповідь Поляка російським публіцистам, з питання про Литву та західні губернії», в якій він аргументовано розвінчав апологетів експансіоністської політики Імперської Росії.